# Maria Franck
Maria Christina Franck, den 2 februari 1771 i Uppsala domkyrkoförsamling, död den 17 april 1847 i Stockholm, var en svensk skådespelare. 
Hon tillhörde pionjärgenerationen vid Dramaten och var en av dess stjärnor under dess första decennier. Hon blev efter sitt giftermål 1808 känd som Ruckman under de sista åren av sin karriär. 

## Biografi och karriär
Maria Franck var dotter till en murargesäll och blev elev vid teatern i Stora Bollhuset vid Slottsbacken vid femton års ålder år 1784 och första aktris vid Dramaten 1788. Då teatern under åren 1788–1803 styrdes av ett skådespelarkooperativ var hon en av dess ledamöter. Hon blev snabbt en av Sveriges mest kända och uppskattade skådespelare och visade särskild talang i dramatiska roller och ansågs vara Sveriges första verkliga infödda tragedienne. Hon var aktiv på Dramaten 1788–1818. En av hennes mest uppskattade tolkningar var en självmordscen i en tragedi. Hon spelade inte enbart i Stockholm utan turnerade också i landsbygden. Hon spelade även komedi och opera, och berömdes för sin mimik.
Hennes bästa roller var Thilda i "Oden", Celestina i "Korsfararne", titelrollerna i "Virginia" och "Johanna af Montfaucon" samt Fru Dorsan i "Den svartsjuka hustrun"; den sistnämnda rollen, 1808, var hennes mest berömda. Hon spelade också Virginia (delad med Marie Louise Marcadet) och Julia i "Virginia" 1790, grevinnan i "Figaros bröllop" 1792 och Hyacinte i "Diedrich Menschenschbräck" (delad med Louise Götz-Rémy) 1795. Bland hennes tidigare roller var "ett av nöjerna" i Armide 1786–1787, och bland hennes vidare roller fanns Maria i Gustaf Adolf och Ebba Brahe 1787–1788, Smickret i Alcides inträde i världen 1793–1794, Theodora i De gamla friarna 1795–1796, Antiope i Renaud 1800–1801, Sabina i Den förmente prinsen 1807–1808, madame de Veronne in Ambroise 1812–1813, Gertrud i Den Schweiziska familjen 1815–1816 och abbedissan i Nunnorna. Hon kvarstod längst tid på scen i sin generation av kvinnliga aktörer. 
I slutet av hennes karriär ansågs hennes spelstil överdrivet teatralisk; hon spelade enligt den gamla franska scenkonststilen, som då blivit omodern. Efter en 35 år lång framgångsrik karriär tog hon avsked 1819. Hon arbetade därefter som instruktör vid Dramatens elevskola fram till 1823. Maria Franck gifte sig 1808 med gravören Johan Gustaf Ruckman (1780–1862). Hennes dotter Maria Ruckman (1810–1896) var målare och tecknare med fyra topografier i Nationalmuseum.
Franck hade vid sin död samlat ihop en ganska stor förmögenhet, vilket på den här tiden inte var helt vanligt för skådespelare, som ofta hade dåligt betalt.